# Comuna de Grabica
Grabica (polaco: Gmina Grabica) é uma gminy (comuna) na Polónia, na voivodia de Lodz e no condado de Piotrkowski. A sede do condado é a cidade de Grabica.
De acordo com os censos de 2004, a comuna tem 6104 habitantes, com uma densidade 48 hab/km².

## Área
Estende-se por uma área de 127,24 km², incluindo:
- área agricola: 86%
- área florestal: 10%

## Demografia
Dados de 30 de Junho 2004:
|                      | Total   | Total | Mulheres | Mulheres | Homens  | Homens |
| -------------------- | ------- | ----- | -------- | -------- | ------- | ------ |
|                      | pessoas | %     | pessoas  | %        | pessoas | %      |
| População            | 6104    | 100   | 3089     | 50,6     | 3015    | 49,4   |
| Densidade (pop./km²) | 48      | 100   | 24,3     | 24,3     | 23,7    | 23,7   |

De acordo com dados de 2002, o rendimento médio per capita ascendia a 1388,25 zł.

## Subdivisões
- Boryszów, Brzoza, Cisowa, Dziewuliny, Grabica, Gutów: Gutów Duży, Gutów Mały, Kafar, Kamocinek, Kobyłki, Krzepczów, Lubanów, Lubonia, Lutosławice Rządowe, Majdany, Majków-Folwark, Majków Mały, Majków Średni, Olendry, Ostrów, Papieże, Polesie, Rusociny, Szydłów, Szydłów-Kolonia, Twardosławice, Zaborów, Żądło, Żeronie, Żychlin.

## Comunas vizinhas
- Dłutów, Drużbice, Moszczenica, Piotrków Trybunalski, Tuszyn, Wola Krzysztoporska